# Huset Khalifa
Huset Khalifa (arabisk: آل خليفة Āl Khalīfah) er den kongelige familie i Bahrain. Den nuværende leder af familien er Hamad ibn Isa Al Khalifah, der blev emiren af Bahrain i 1999 og via en national erklæring, som opnåede støtte fra et overvældende flertal på 98,4 % af befolkningen, blev Bahrain erklæret et kongerige og Hamad bin Isa Al khalifa konge af Bahrain i 2002.